# Vincent & Theo
Vincent & Theo (br Van Gogh - Vida e Obra de um Gênio; pt Vincent & Theo)  é um filme biográfico que foi dirigido por Robert Altman em 1990.
A história dos dois irmãos Van Gogh, Vincent (Tim Roth) e Theo (Paul Rhys) que fazem pinturas com as suas obras-primas no século XIX. A relação de Vincent e Theo precisam de fazer pinturas que vai fazer história, mas vão fazer escândalo e ninguém podem contribuir.
Os irmãos Van Gogh vão mostrar as pinturas de sucesso com a história da pintura das obras-primas mais conhecidas e promete para fazer uma cultura de verdade. 